# George Jones (journaliste)
Pour les articles homonymes, voir George Jones (homonymie) et Jones.
George Jones (16 août 1811 - 12 août 1891) est un journaliste américain qui, avec Henry Jarvis Raymond, a cofondé le New-York Daily Times, devenu le New York Times. 

## Biographie
Georges Jones est né  à Poultney, dans le Vermont et a déménagé à Granville, dans l'Ohio.  Au début de sa carrière professionnelle, il travaille dans le domaine de la finance et devient banquier à New-York. 
De tendance libéral, il investit dans la presse  et publie avec Henry Jarvis Raymond, le premier numéro  du New-York Daily en 1851 qui deviendra le New-York Times à partir de 1857. Dans un premier temps, il gère les aspects financiers du journal en favorisant un modèle économique intégrant des annonceurs, sans que ceux-ci n'entravent la liberté éditoriale. En 1869, à la mort soudaine de Henry Jarvis Raymond, il devient rédacteur en chef considérant que le grand public avait le droit une information "véridique". Lors de la parution dans le journal de l'affaire de corruption du chef de parti démocrate William M. Tweed, face aux rumeurs, il affirme son indépendance en affirmant sa volonté de ne pas céder au rachat du journal afin de pouvoir continuer à dénoncer les corruptions.   
Il défendra jusqu'à sa mort en 1891 une vision du journalisme de type "muckraker" mais laissera le journal dans une situation financière délicate lors de sa vente en 1893 à Adolph Ochs.  